# Fiskepark
Fiskepark is een Vlaamse televisieserie in mockumentary-stijl, naar een idee van Tomas De Soete, Filip Lenaerts en Joeri Vlekken.  De reeks werd gemaakt door productiehuis De Mensen voor de VRT en werd uitgezonden op Canvas vanaf 15 mei 2019.
De reeks is een parodie op true crime-documentaires zoals Amanda Knox en Making a Murderer, waarin Tomas De Soete een uitvergrote versie van zichzelf speelt als aan lager wal geraakte BV.  In de reeks wordt het politieonderzoek naar de (fictieve) moord op zanger en mediafiguur Bent Van Looy gereconstrueerd.

## Verhaal
Tomas De Soete was ooit een gevierd radio- en televisiepresentator, maar sinds het floppen van zijn laatste talkshow leeft hij een teruggetrokken bestaan aan zijn geliefde visvijver in recreatiegebied Polderput.  Van daaruit werkt hij met zijn productiehuis Fiskepark koortsachtig aan zijn comeback.
Op een dag wordt Bent Van Looy dood aangetroffen in de visvijver van Tomas, met een bijl in zijn hoofd.  Het lijkt er in eerste instantie op dat Tomas zijn goede vriend Bent de kop heeft ingeslagen uit professionele jaloezie.  Maar naarmate het onderzoek vordert blijken ook de andere bewoners van het recreatiegebied geheimen te verbergen.
En dan verschijnen er plots filmpjes op het internet met beelden die door een beveiligingscamera gemaakt werden op de avond van de moord.  De extra media-aandacht maakt het leven van Tomas tot een ware hel.

## Rolverdeling
| Acteur                | Personage              | Opmerkingen                           |
| --------------------- | ---------------------- | ------------------------------------- |
| Tomas De Soete        | Tomas De Soete         | Fictieve versie van zichzelf          |
| Bent Van Looy         | Bent Van Looy Jan Vets | Tomas' vriend Bent Van Looy lookalike |
| Vincenzo De Jonghe    | Johnny Pleetinckx      | journalist TV Oost                    |
| Peter Smolders        | Adriaan Mompaerts      | hoofdrechercheur in Dendermonde       |
| Jan Jaap van der Wal  | Jan Jaap van der Wal   | Tomas' vriend                         |
| Siska Schoeters       | Siska Schoeters        | Tomas' ex-vrouw                       |
| Tim Taveirne          | Quinten Schoeters      | Tomas' advocaat                       |
| Vildan Maksuti        | Jacub Pavlovic         | Tomas' Bosnische vriend               |
| Almedin Ismaili       | Jurgis Pavlovic        | Tomas' Bosnische vriend               |
| Pierre Gervais        | Luca Keizer            | Tomas' vriend                         |
| Philip Hardeman       | Gilles Berger          | Tomas' vriend                         |
| Tania Cnaepkens       | Palmyra Hellings       | Tomas' buurvrouw / poetsvrouw         |
| Sien Smolders         | Anaya Theunis y Gomez  | lokale politie Dendermonde            |
| Chris Nietvelt        | Lieve Uytebroeck       | Tomas' buurvrouw                      |
| Dieter Vandepitte     | Dieter Vandepitte      | nieuwslezer TV Oost                   |
| Anne-Laure Vandeputte | Evienne Ramschots      | Wicca opperpriesteres                 |
| Frederik Lebeer       | Yves D'Haene           | brand marketing manager               |

## Afleveringen
| Nr. | Titel | Regie                         | Scenario                      | Kijkcijfers (live) | Uitzenddatum |  |
| --- | ----- | ----------------------------- | ----------------------------- | ------------------ | ------------ |  |
| 1 |       | Filip Lenaerts, Joeri Vlekken | Filip Lenaerts, Joeri Vlekken | 320.194            | 15 mei 2019  |  |
| Na een feestje wordt zanger en mediafiguur Bent Van Looy de volgende ochtend vermoord aangetroffen in de visvijver van zijn vriend Tomas De Soete. Het feit dat Tomas er vrijwel onmiddellijk vandoor gaat maakt hem meteen de hoofdverdachte.                                                                                        |       |                               |                               |                    |              |  |
| 2 |       | Filip Lenaerts, Joeri Vlekken | Filip Lenaerts, Joeri Vlekken | 147.454            | 22 mei 2019  |  |
| Tomas wordt ondervraagd door de politie. Daaruit blijkt dat hij en Bent de avond van de moord beiden hebben deelgenomen aan een ego-uitdrijvingsritueel. Bent vond dat echter maar een belachelijk gedoe, zeer tot ongenoegen van de plaatselijke Wicca-opperpriesteres.                                                              |       |                               |                               |                    |              |  |
| 3 |       | Filip Lenaerts, Joeri Vlekken | Filip Lenaerts, Joeri Vlekken | Onbekend           | 5 juni 2019  |  |
| Quinten Schoeters, Siska's neefje, neemt de verdediging van Tomas op zich. De jonge advocaat wil zichzelf bewijzen en gaat meteen in de tegenaanval: het alibi van de Bosnische broers Pavlovic blijkt immers niet te kloppen. Maar dan duiken er op internet bewakingscamerabeelden op die Tomas nog verder in de problemen brengen. |       |                               |                               |                    |              |  |
| 4 |       | Filip Lenaerts, Joeri Vlekken | Filip Lenaerts, Joeri Vlekken | Onbekend           | 12 juni 2019 |  |
| Op een nieuw beeldfragment is een ruzie te zien tussen Bent en Tomas' buur Gilles Berger. Die laatste heeft bovendien een strafblad en komt daarom als mededader in het vizier. Om een doorbraak in het onderzoek te forceren organiseert het parket een wedersamenstelling. Daar wordt het Tomas allemaal te veel en hij kraakt.     |       |                               |                               |                    |              |  |
| 5 |       | Filip Lenaerts, Joeri Vlekken | Filip Lenaerts, Joeri Vlekken | Onbekend           | 19 juni 2019 |  |
| Meester Schoeters gaat in tegen Tomas' bekentenis. Met een gedurfd maneuver weet hij een nieuw beeldfragment te ontlokken. Daarin is naast Bent ook Luca Keizer te zien, een rijkeluiszoontje dat tijdelijk op het recreatiedomein verblijft. Die zou weleens de laatste persoon kunnen zijn die Bent in leven gezien heeft.          |       |                               |                               |                    |              |  |
| 6 |       | Filip Lenaerts, Joeri Vlekken | Filip Lenaerts, Joeri Vlekken | Onbekend           | 26 juni 2019 |  |
| Precies één jaar na de onopgeloste moord op Bent Van Looy wordt Tomas' buurvrouw Lieve Uytebroeck uit dezelfde vijver gevist. Maar in tegenstelling tot Bent overleeft zij het wel. Bij een huiszoeking stellen de speurders vast dat zij een wel heel ongezonde belangstelling koesterde voor Bent.                                  |       |                               |                               |                    |              |  |
| 7 |       | Filip Lenaerts, Joeri Vlekken | Filip Lenaerts, Joeri Vlekken | Onbekend           | 3 juli 2019  |  |
| Tomas' buurvrouw is bereid om een verklaring af te leggen bij de speurders in Dendermonde. Haar getuigenis werpt een heel nieuw licht op wat er zich werkelijk heeft afgespeeld in die fatale nacht een jaar geleden. |       |                               |                               |                    |              |  |

## Trivia
Tijdens de opnames is Tomas De Soete gewond geraakt bij een stunt met een bromfiets, met een hospitalisatie en zes weken thuisverzorging tot gevolg.